# Ecstasy and Danger
Ecstasy and Danger è il primo album in studio del gruppo musicale heavy metal belga Ostrogoth, pubblicato dall'etichetta discografica Mausoleum Records nel 1984.

## Descrizione
Il disco uscì ad un anno di distanza dal loro debutto discografico avvenuto con la pubblicazione dell'EP Full Moon's Eyes. Questo lavoro mantiene le caratteristiche del suo predecessore, proponendo dei pezzi ispirati soprattutto alla musica di band inglesi quali UFO, Iron Maiden e Angel Witch.
 Originariamente uscito su disco in vinile, l'album venne pubblicato per la prima volta in CD nel 1994, mentre nel 2002 fu ristampato insieme al suddetto EP, con l'aggiunta di una versione alternativa del brano omonimo, Ecstasy and Danger. Quest'ultima versione venne nuovamente data alle stampe dieci anni dopo, in versione rimasterizzata.
La traccia di apertura dell'album, Queen of Desire, nel 2009 apparve nella colonna sonora del videogioco Brütal Legend.

## Tracce
1. Queen of Desire – 7:55
2. Ecstasy and Danger – 3:50
3. A Bitch Again – 3:45
4. Stormbringer – 4:30
5. Scream Out – 4:40
6. Lords of Thunder – 3:25 – (strumentale)
7. The New Generation – 5:45
8. Do It Right – 4:20

Tracce presenti sulle edizioni del 2002 e del 2012
Full Moon's Eyes (EP, 1983)
1. Full Moon's Eyes – 3:47
2. Heroes' Museum – 3:59
3. Paris by Night – 5:40
4. Rock Fever – 3:14

Bonus Track
1. Ecstasy and Danger (alternative version) – 3:30

## Formazione
- Marc de Brauwer – voce
- Hans van de Kerckhove – chitarra
- Rudy Vercruysse – chitarra
- Marnix van de Kauter – basso
- Mario Pauwels – batteria

### Produzione
- Ostrogoth – produzione
- Falckenbach, Holmgren & Felsenstein - produzione esecutiva
- Fritz Valcke – ingegneria del suono
- Eric Philippe – grafica
- Ward Kuczynski – ingegneria del suono per la bonus track
- Alfie Falckenbach –  rimasterizzazione digitale per l'edizione del 2012